# Titulus crucis

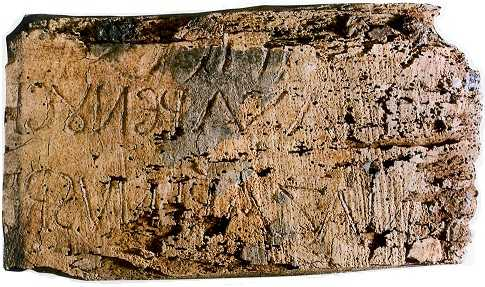
Titulus Crucis

Titulus crucis (expresión latina que significa «el título de la cruz»), también conocido como elogium, es un fragmento de madera deteriorada, considerado por algunos como el trozo de madera original, o una copia del mismo, donde constaba la causa de la condena a muerte de Jesús de Nazaret. Su autenticidad es disputada, pero una datación por radiocarbono estableció su origen medieval.
Se encuentra en la Basílica de la Santa Cruz de Jerusalén en Roma (antiguo palacio de la emperatriz Helena de Constantinopla). 

## Eltitulus
Según los testimonios literarios, era costumbre colocar sobre la cabeza o debajo de los pies del condenado a crucifixión, un cartel donde constaba el delito por el cual se ejecutaba la sentencia. Los cuatro evangelios canónicos relatan que tal fue el caso en la crucifixión de Jesús y coinciden en que fue redactado en hebreo, griego y latín por orden del prefecto de Judea, Poncio Pilato, aunque difieren en las palabras exactas.
Una parte de los historiadores y exégetas sostiene que el testimonio de la presencia de esta inscripción o titulus constituye uno de los datos más sólidos del carácter histórico de su pasión.

## Historicidad
Cuando la monja Egeria observó la reliquia el año 383 en Jerusalén dijo que «En un relicario de plata se conserva un fragmento de la sagrada madera de la cruz. El relicario es abierto y (la madera) es extraída y tanto ella como el título son colocados sobre la mesa.» Antonino, un peregrino del siglo VI originario de Piacenza describe el objeto en cuestión y su inscripción: Hic est rex Iudaeorum (“Este es el rey de los judíos”), mientras que el que se localiza en Roma dice IESVS NAZARENVS REX IVDAEORVM,  (Jesús Nazareno rey de los judíos, por sus siglas en latín, INRI).
En 1997, el historiador Michael Hesemann presentó la inscripción a siete expertos paleógrafos, a saber: Gabriel Barkay de la Autoridad de Antigüedades de Israel, Hanan Eshel, Ester Eshel y Leah Di Segni de la Universidad Hebrea de Jerusalén, Israel Roll y Benjamin Isaac de la Universidad de Tel Aviv y Carsten Peter Thiede; según Hesemann ninguno de ello encontró indicaciones de que se tratase de una falsificación y la dataron entre los siglos I y II/IV de nuestra era, con preferencia por el siglo I. Thiede afirmó expresamente su autenticidad, señalando que fue escrita por un escriba judío; añadió que el orden de los idiomas en que fueron escritas las sentencias es plausible históricamente y no corresponde exactamente con la transcripción de los evangelios, como hubiera sido esperable si ss se tratase de una falsificación.El investigador escéptico Joe Nickell replicó a este argumento indicando que la evidencia muestra que los falsarios podían ser «muy hábiles o muy estúpidos o simplemente diferentes de lo que esperaríamos».
En 2002, la Universidad de Roma III realizó una prueba de radiocarbono con el objeto y lo fechó entre 980 y 1146 d. C. por lo que se trataría de una reliquia medieval, los resultados fueron publicados en la revista Radiocarbon.La teóloga italiana María Luisa Rigato, sostiene la hipótesis de que pueda tratarse de una copia de la original.